# Saint-Fiacre-sur-Maine

Saint-Fiacre-sur-Maine este o comună în departamentul Loire-Atlantique, Franța. În 2009 avea o populație de 1,209 de locuitori.